# Rotonde Olie
Rotonde Olie is een middelgrote onderneming die handelt in brandstoffen, smeermiddelen en vetten. Het bedrijf is gevestigd in Hardinxveld-Giessendam en actief in een groot deel van Nederland. Het bedrijf levert aardolieproducten en daaraan gerelateerde diensten en zaken aan transport-, garage-, aannemings-, agrarische- en industriële bedrijven.

## Geschiedenis
Rotonde Olie is opgericht in 1963 door wijlen de heer A. den Breejen. Het bedrijf was gevestigd aan de Rivierdijk in Boven-Hardinxveld en bevoorraadde in haar beginjaren diverse klanten middels een kleine tankwagen. Groei van het bedrijf leidde tot uitbreiding van het tankwagenpark en verschillende verhuizingen met als gevolg dat het gehele bedrijf in de jaren ’70 verplaatste naar het bedrijventerrein De Peulen in Hardinxveld-Giessendam. waar het tot op heden gevestigd is. Er bevindt zich hier ook een tankstation, dit is onderdeel van een groter tankstationnetwerk van zusteronderneming Deltabrug, handelend onder de naam Rotonde Tankstations.